# Електричні сепаратори
Електричні сепаратори (рос. электрический сепаратор, англ. electric separator, нім. Elektroscheider m, elektrischer Abscheider m) — сепаратори, які використовуються для електричного збагачення корисних копалин.

## Застосування
Застосовується для розділення мінеральної суміші зернистих матеріалів крупністю до 5 (8) мм, які відрізняються електропровідністю. Продуктами розділення є частинки з властивостями провідників, напівпровідників та ізоляторів з відповідною питомою електропровідністю: провідників 102–103 См/м; напівпровідників 10–10−8 См/м; ізоляторів — менше 108 См/м.
Найбільш широка сфера застосування С.е. — доводка концентратів: титано-цирконієвих, ільменіто-рутило-цирконо-монацитових, тантало-ніобієвих, танталіт-колумбітових, олов'яно-вольфрамових та ін.

## Класифікація

В основу класифікації електричних сепараторів покладені спосіб сепарації, характеристика електричного поля, в якому відбувається розділення мінеральних частинок, і характер руху матеріалу через робочий простір. Спосіб сепарації характеризує електричну властивість, покладену в основу процесу, а параметри поля і характер руху матеріалу — співвідношення основних електричних і механічних сил, що діють на частинку.
Електричні сепаратори в залежності від способу розділення, для якого вони призначені, розділяються на чотири групи:
- — електростатичні сепаратори (барабанні, камерні, каскадні, пластинчаті);
- — коронні сепаратори і коронно-електростатичні сепаратори (барабанні, камерні);
- — трибоелектростатичні сепаратори (барабанні, камерні);
- — діелектричні сепаратори (пластинчаті, кільцеві).

За конструктивними ознаками С.е. поділяються на барабанні, камерні, пластинчасті, каскадні, стрічкові, лоткові та ін.

## Конструкція і принцип дії
Принципові схеми основних конструктивних типів електричних сепараторів наведені на рис.
Розділення мінеральної суміші здійснюється в повітряному середовищі після ретельного просушування вихідного матеріалу. Всі відмінності в електричних властивостях мінералів зрештою зводяться до відмінностей в рівні заряду їх частинок, який і є основою для розділення мінералів в електричних полях. Найбільш поширені коронний, контактний способи зарядки частинок і електризація тертям при руху по підкладці віброживильника. Основні елементи електричного сепаратора: зарядний пристрій для заряджання частинок, джерело високої напруги (до 30 кВ) для живлення зарядного пристрою.